# Uropeltis liura
Espèce
Synonymes
- Silybura liura Günther, 1875

Statut de conservation UICN

 DD  : Données insuffisantes
Uropeltis liura est une espèce de serpents de la famille des Uropeltidae.

## Répartition
Cette espèce est endémique du sud de l'Inde.

## Publication originale
- Günther, 1875 : Second Report on Collections of Indian Reptiles obtained by the British Museum. Proceedings of the Zoological Society of London, vol. 1875, p. 224-234 (texte intégral).